# Роберт Аксельрод
Роберт Маршалл Аксельрод (англ. Robert Marshall Axelrod; нар. 27 травня 1943) — американський політолог, професор політичних наук і державної політики в Мічиганському університеті, де працює з 1974 року.

## Біографія
Аксельрод здобув ступінь бакалавра в області математики в університеті Чикаго в 1964 році. У 1969 році він здобув докторський ступінь в галузі політології в Єльському університеті. Пізніше викладав в Каліфорнійському університеті в Берклі з 1968 до 1974 року. З 1974 року в Мічиганському університеті.
Він найбільше відомий своїми роботами в області еволюції співпраці, яку розвивав у численних статтях і, зокрема, в книзі «Еволюція співпраці» (The Evolution of Cooperation). В даний час його наукові інтереси включають теорію складності (особливо агент-орієнтоване моделювання) і проблеми міжнародної безпеки. Аксельрод є членом Ради з міжнародних відносин.
Серед його нагород і премій — членство в Національній академії наук, п'ятирічна стипендія по премії Макартура, премія від Американської асоціації сприяння розвитку наук за видатний внесок в науку. Він був обраний членом Американської академії мистецтв і наук в 1985 році.

## Премії
- Премія Юхана Шютте в політичних науках (2013)

## Твори
- Axelrod, Robert The Evolution of Cooperation, Basic Books, (1984), ISBN 978-0-465-02122-2
- Axelrod, Robert (1997), The Complexity of Cooperation: Agent-Based Models of Competition and Collaboration, Princeton University Press, ISBN 0-691-01567-8